# Operatie Maple
Operatie Maple was een Britse mijnenveegoperatie in Het Kanaal tijdens de Tweede Wereldoorlog.

## Geschiedenis
De Duitsers hadden in de beginjaren van de oorlog het Britse eiland deels omsingeld met zeemijnen (Westwall-Sperre en Weber). Met nog enkele dagen te gaan tot de landing in Normandië, hield de Royal Navy in juni 1944 een grootschalige mijnenveegoperatie in Het Kanaal. Het maakte de vaarroute van de invasievloot onschadelijk, om zo onnodige verliezen te voorkomen. 